# Курду
Курду (на турски: Kurdu) е село в Източна Тракия, Турция, Вилает Одрин. Околия Узункьопрю.

## География
Селото се намира на 13 км северозападно от Узункьопрю.

## История
В XIX век Курду е гръцко село в Узункьоприйска кааза в Одринския вилает на Османската империя. Според „Етнография на вилаетите Адрианопол, Монастир и Салоника“, издадена в Константинопол в 1878 година и отразяваща статистиката на населението от 1873 година, Курду (Courdu) има 60 домакинства и 271 жители гърци.